# European Economic Association
Die European Economic Association (Europäische Ökonomische Vereinigung, kurz EEA) ist eine Vereinigung von europäischen Ökonomen.

## Geschichte und Aktivität
Die Vereinigung wurde 1984 von Louis Phlips ins Leben gerufen. Jacques Drèze wurde ihr erster Präsident. Die EEA hält Workshops und Kongresse ab und vergibt verschiedene Auszeichnungen wie unter anderem die John R. Hicks-Jan Tinbergen-Medaille, den Yrjö-Jahnsson-Preis oder den Birgit-Grodal-Preis. Außerdem veröffentlicht sie das Journal of the European Economic Association.